# Hysterostegiella valvata
Hysterostegiella valvata är en svampart som först beskrevs av Jean François Montagne, och fick sitt nu gällande namn av Franz Xaver von Höhnel 1917. Hysterostegiella valvata ingår i släktet Hysterostegiella, ordningen disksvampar, klassen Leotiomycetes, divisionen sporsäcksvampar och riket svampar.   Inga underarter finns listade i Catalogue of Life.